# Епително-мезенхимен преход
Епително-мезенхималният преход (EMП) е биологичен процес, чрез който клетките претърпяват фенотипна трансформация от епителен към мезенхимален клетъчен тип. Епителните клетки обикновено са подредени в листова структура и са отговорни за облицовката на вътрешните и външните повърхности на тялото, докато мезенхимните клетки са по-свободно организирани и участват в процеси като заздравяване на рани и ремоделиране на тъкани.
По време на ЕМП епителните клетки губят своите характерни свойства на клетъчно-клетъчна адхезия и полярност и придобиват мезенхимни черти като повишена подвижност, инвазивност и устойчивост на апоптоза. Тази трансформация често се свързва с прогресия на рак и метастази, тъй като раковите клетки, които са подложени на ЕМП, са в състояние да се отделят от първичния тумор и да нахлуят в околните тъкани, както и да навлязат в кръвния поток или лимфната система, за да се разпространят в отдалечени места.
EMП е сложен и строго регулиран процес, който включва активирането на различни сигнални пътища, включително TGF-β, Wnt и Notch, и експресията на транскрипционни фактори като Snail, Slug и Twist. EMП също е замесен в нормалните процеси на развитие, като ембрионално развитие и регенерация на тъкани, и в патологични състояния като фиброза и хронично възпаление.

## Въведение
Епително-мезенхимният преход е разпознат за първи път като характеристика на ембриогенезата от Бети Хей през 80-те години на XX век. EMП и неговият обратен процес, MET (мезенхимно-епителен преход), са критични за развитието на много тъкани и органи в развиващия се ембрион и многобройни ембрионални събития като гаструлация, образуване на неврален гребен, образуване на сърдечна клапа, вторично развитие на небцето и миогенеза. Епителните и мезенхимните клетки се различават по фенотип, както и по функция, въпреки че и двете имат присъща пластичност. Епителните клетки са тясно свързани помежду си чрез плътни връзки, междинни връзки и прилепнали връзки, имат апико-базален поляритет, поляризация на актиновия цитоскелет и са свързани от базална ламина на тяхната базална повърхност. Мезенхимните клетки, от друга страна, нямат тази поляризация, имат вретеновидна морфология и взаимодействат помежду си само чрез фокусни точки. Епителните клетки експресират високи нива на E-кадхерин, докато мезенхимните клетки експресират тези на N-кадхерин, фибронектин и виментин. По този начин ЕМП води до дълбоки морфологични и фенотипни промени в клетката.
Въз основа на биологичния контекст ЕМП е категоризиран в 3 типа: развитие (Тип I), фиброза [6] и зарастване на рани (Тип II) и рак (Тип III).